# 村上涼子
村上 涼子（むらかみ りょうこ、1976年4月27日- ）は、日本のAV女優。サンプロ所属。

## 人物・略歴
デビュー当時はありさとして出演。中村りかこ、黒木 菜穂名義での出演作もある。2003年にAVデビューするがすぐに活動を停止し、約1年のブランクを置いて2005年に中村りかことして本格的に再デビュー。

## 出演作品

### アダルトビデオ

#### 中村りかこ 名義
2005年
- 嫁の淫汁 2（5月20日、ネクストイレブン）共演:楓アイル

2006年
- 人妻絶対服従イラマチオ（5月25日、ドリームステージ）
- スーパー野外露出 駐車場で電動マッサージ器攻撃（6月16日、BeCool）他出演:間宮いずみ、結城リナ、菅野亜梨沙
- 公園のベンチでスカートの脇の切れ目に手を入れて電マするのが最高!（7月20日、ホットエンターテイメント）他出演:間宮いずみ、楓アイル、結城リナ
- 人妻の巨尻に埋もれたい（12月25日、しのだプロジェクト）共演:風間ゆみ、翔田千里

2007年
- 新 友達の母親（1月18日、センタービレッジ）
- 東京人妻淫乱事変 30歳 子持ちマザー編（1月30日、ゴリラプロジェクト）他出演:ゴリラプロジェクト
- 人妻温泉 癒し系 18（5月30日、クリスタル映像）他出演:天海ゆり、白河真央、星月優菜、白鳥美鈴、篠原飛鳥
- 狙われた人妻 無理やり犯される5人の人妻たち（6月16日、隼エージェンシー）他4名出演
- 人妻個人撮影会8（7月4日、ミル）
- 人妻のいけない欲望 誘惑する5人の人妻たち 第2章（7月13日、隼エージェンシー）他4名出演
- 私は痴女 人妻編 奥さん!マン汁たれとるが（7月13日、クリスタル映像）他出演:赤坂なつみ、間宮いずみ、柊あずさ、押切麗奈、大越はるか
- 犯られた人妻たち 第7章 中出しされる5人の人妻（7月20日、Nadeshiko(なでしこ））他4名出演
- 美熟女…H 22（8月10日、クリスタル映像）他出演:瑞紀志穂、南原香織、桜井咲子、愛川咲樹、姫乃蘭
- こだわりの手コキ 4時間SP 5 30人のハンドメイド（8月11日、隼エージェンシー）他29名出演
- 熟女トランス（8月19日、ドグマ）
- 熟女のオナニー 熟女26人の生・本気オナニー（12月21日 Nadeshiko）他25名出演

2008年
- 人妻レイプ4時間 2 犯られまくる10人の人妻たち（1月18日、Nadeshiko）他9名出演
- 快楽逢引夫人（2月18日、Nadeshiko）他出演:北原夏美、澤よし乃、野宮凛子、和光志穂、松浦ユキ

#### 村上涼子 名義
2006年
- 新・母子相姦遊戯 蔵の中の私 拾（9月6日、グローバルメディアエンタテインメント）
- 中出しソープ 麗しの熟女湯屋（10月11日、グローバルメディアエンタテインメント）

2007年
- 熟女レズ エステサロン（2月7日、グローバルメディアエンタテインメント）共演:RIRICO、神崎京子
- おチンポ・クリニック 熟女病棟（中村りかこ 名義、2月19日、ドグマ）共演:結衣、風真みれい、神崎美樹
- TOKYO CELEB Vol.2（2月23日、Nadeshiko）共演:清水美佐子
- 欲求不満なドM熟女のえげつないオナニーとがっついたセックス（3月19日、ドグマ）共演:新田亜希
- 人妻萌えレオタード（5月13日、マルクス兄弟）
- 愛欲の継母（6月25日、マドンナ）
- 美尻奥さま騎乗位狂い（7月19日、タカラ映像）
- 義母姦淫奴隷 裏切りの恥辱遊戯（7月25日、マドンナ）
- こちらマドンナ独身寮・ただいま満室 むっちり寮母がチンポのお世話もいたします!（8月25日、マドンナ）
- 近親相姦 母のお尻（9月8日、ルビー）
- 美熟女ソープ壺姫御殿（9月25日、マドンナ）
- 人妻官能劇場 夫を支える献身的な妻（10月4日、ヒビノ）
- 美熟女と黒人（10月7日、マドンナ）
- フェロモンマダム vol.5（10月7日、桃太郎映像出版）共演:あずま樹
- 悶絶美熟女の卑猥な日常 上司の奥さん、涼子の場合（11月7日、マドンナ）
- MADONNA BOOTCAMP ELITE（12月7日、マドンナ）…共演:翔田千里、川瀬さやか、魚住里奈、佐藤りえ、藤堂直美、児玉しの、北村麻美
- となりの奥さん（12月25日、マドンナ）

2008年
- 濡れ透け婦人の甘い疼き ～淫乱ナース・涼子～（2月7日、マドンナ）
- デカパイでか尻ソープ嬢（3月1日、ワンズファクトリー）
- 「熟女の口はもっと嘘をつく。」 熟雌女anthology #031（3月20日、アウダースジャパン）
- 村上涼子総集編4時間（3月25日、マドンナ）
- 凌辱愛人（4月3日、センタービレッジ）
- 溺愛ママ（4月19日、ドグマ）
- 義母相姦 欲望を抑えきれず義理の息子を誘惑する巨乳妻（5月10日、隼エージェンシー）
- ムチムチ美熟女の巨尻遊戯（5月25日、マドンナ）
- Re:美尻奥さま騎乗位狂い（6月5日、タカラ映像）
- 熟女童貞狩り（6月5日、センタービレッジ）
- ドラマチック みだら妻（6月7日、桃太郎映像出版）
- 潮噴き妻中出し（6月10日、Yellow Duck）
- フェラコレ 熟女編 2 31人のフェラマダム（6月14日、隼エージェンシー）他30名出演
- 欲求不満な社長夫人（7月1日、ANIMALIJO）
- 熟女ザーメンぶっかけ地獄（7月7日、グローバルメディアエンタテインメント）
- 溢れだす美熟女の泉 ～おもらしエステティシャン・涼子～（7月7日、マドンナ）
- 隣の美人妻と中出し不倫関係（7月15日、スターパラダイス）他出演:藤本美和
- 熟れた友達のお母さんを犯しまくりたい。（7月19日、ドグマ）
- 美熟女マウントポジション（8月2日、タカラ映像）
- 秘書in… [脅迫スイートルーム] Secretary Ryoko（29）（8月2日、ドリームチケット）
- 人妻の履歴書 第4章 夫以外の男を誘惑する12人の人妻たち（8月9日 隼エージェンシー）他11名出演
- こちらマドンナ独身寮・ただいま満室 むっちり寮母がチンポのお世話もいたします!（8月25日、マドンナ）
- 熟女達の秘めたる楽しみ フィーリングレズビアン 5（8月25日、グラフィティジャパン）共演:ミュウ、白鳥美鈴、倖田李梨
- コムスメには絶対出来ないAV業界4大艶女の淫猥SEX（9月4日、WOMAN）共演:友田真希、ゆりあ、北島玲
- 人妻が熟れて我慢できない午後3時 23（9月12日、クリスタル映像）他出演:中森玲子、田代千佳、小向涼子、広畑加代子
- 義母相姦 家庭の中での情事（9月15日、ドリームチケット）
- 美熟女ソープ壺姫御殿（9月25日、マドンナ）
- 背徳の団地妻 昼下がりの下半身事情（10月7日、マドンナ）
- It´s show time WOMAN 2周年記念作品（10月9日、WOMAN）共演:友田真希、ゆりあ、北島玲
- 中出し人妻暴行 膣で罰を受ける人妻たち3時間（10月10日、ビッグモーカル）他出演:堀口奈津美、艶堂しほり、水野優、高坂保奈美
- CFNM◆働くお姉さん（10月15日、ワープエンタテインメント）他出演:村上里沙、堀口奈津美、鮎川なお、雪見紗弥、藤宮櫻花、艶堂しほり、七瀬かすみ、長谷川あゆみ、山口玲子
- 夫の友人（11月7日、マドンナ）
- こだわりの手コキ 人妻編 II（11月8日、隼エージェンシー）他多数出演
- 隣の人妻（11月13日、溜池ゴロー）
- 続・塀の中の懲りない熟女たち 熟女専門マドンナ刑務所（12月7日、マドンナ）共演:白石さゆり、北原夏美、竹田千恵、松下紗世、高瀬みどり
- 義母 涼子（12月13日、溜池ゴロー）
- 人妻を脅して騙して犯す！SP（12月19日、Nadeshiko）共演:加藤ツバキ
- エロ熟女に騎乗られちゃった僕。（12月25日、アロマ企画）他出演:艶堂しほり、黒山さゆり、黒木小夜子、秋川真理
- 近●相姦！朝から晩まで過保護なお義母さん（12月26日、Nadeshiko）

2009年
- 新春マドンナスペシャル 爆乳美熟女姫始め ～ハッピー乳イヤ～ん～（1月7日、マドンナ）…共演:風間ゆみ、北原夏美
- 熟亀頭責め 第3章（1月10日、ラハイナ東海）他出演:川瀬さやか、艶堂しほり、中條美香、羽鳥澄香
- 熟女乳首いぢり（1月13日、アロマ企画）他出演:桜庭怜香、杉本夏生、秋川真理、艶堂しほり
- 義母奴隷（1月13日、溜池ゴロー）
- 近親相姦 ママは僕の友達に犯されて巨尻を振ってイキまくった（1月15日、グローリークエスト）
- 寝取られ、妻（1月15日、ワープエンタテインメント）
- 濡れ嫁・羞恥介護 ～義父の柔肌調教～（1月25日、マドンナ）
- 憧れの先生（2月1日、溜池ゴロー）
- 肉体謝罪 セレブ妻の過ち（2月5日、グローリークエスト）
- オナニーを見ながら興奮する変態熟女（2月13日、マルクス兄弟）他出演:高坂保奈美、秋川りお、生田沙織、竹井ゆかり、中村綾乃、松浦ユキ、北島玲
- 僕にだけ優しい涼子ママ（2月25日、マドンナ）
- パイズリは狭射だよな! 2（3月1日、ワンズファクトリー）他出演:鈴香音色、佐伯奈々、秋川りお、花野真衣、山崎まりあ、須真杏里、宮崎あい、翼裕香
- 美顔（3月1日、溜池ゴロー）
- 人妻恥悦旅行73（3月5日、グローリークエスト）共演:山口真理
- 人妻たちの淫らな情事（3月20日、Nadeshiko）共演:高坂保奈美、ゆりあ
- 若妻達の情事 5（3月20日、コマダム倶楽部）他出演:神野美緒
- 妖艶おんな愛戯 守られた禁断の絆（3月25日、マドンナ）共演:北原夏美、根元純
- 人妻奴隷 夫の目の前で…（4月1日、溜池ゴロー）
- 異常性欲 16（4月10日、クリスタル映像）他出演:藤沢未央、美月ちづる、須田美穂乃、有賀千絵
- 人妻のフェラ（4月17日、Nadeshiko）他出演:竹内順子、高坂保奈美、神谷みさと、吉咲みなみ、福島潤子、宇佐美レイ、滝川陽子、倉本まりこ、内田理緒 他
- これがウワサのドリームサービス! 風俗タクシー発射しま～す 3 Gカップ90cm（4月24日、チェリーズ）
- 愛する夫の目の前で… ～実の兄に無理やり犯されて～（4月25日、マドンナ）
- 堕ちた万引き妻 逃避の肉奴凌辱（5月7日、マドンナ）
- 奥様妄想劇場（5月13日、溜池ゴロー）
- やっぱり義母さんでしかイケない 第三章（5月18日、東京音光）他出演:永瀬あき
- 熟・薬漬けマンコ 全身クリトリス・淫乱パーティ（5月19日、ドグマ）共演:風間ゆみ
- 美人妻の濃厚じゅぽフェラ ち○ぽを欲しがる奥様達（5月20日、スターパラダイス）他出演:高坂保奈美、草凪純、滝澤クリスタル、山口美花、竹田千恵、芹沢舞、藤本美和
- 親友の淫らな母親 其ノ二（5月22日、虎堂）
- 人気美熟女5人VS特別ご招待ユーザー様10人 混浴露天風呂ファン感謝祭（生）大乱交（6月4日、ROCKET）共演:風間ゆみ、翔田千里、友田真希、高坂保奈美
- センズリふたなり熟女（6月10日、グローバルメディアエンタテインメント）共演:友田真希、牧本千幸、加山なつこ、黒木小夜子、風間ゆみ、高坂保奈美、吉岡奈々子、時越芙美江、矢沢美奈
- 先生の熟れたお尻を後ろから犯したい。（6月18日、タカラ映像）
- 犯された人妻達（6月18日、タカラ映像）他出演:堀口奈津美、艶堂しほり
- 熟★ザイル（6月19日、ROOKIE）共演:風間ゆみ、高坂保奈美、翔田千里、友田真希
- 顔面騎乗 尻フェチ専科 2（6月20日、実録出版）
- 匂いたつパンストの誘惑 ～人妻ウェイトレス・涼子のムッチリ美脚～（6月25日、マドンナ）
- 近親相姦【参】母子スワップ／（7月9日、IE、IESP-493）他出演:北原夏美
- 即尺精飲公衆便女2（9月18日、映天）他出演:星優乃、松浦らん、高坂保奈美、葉月紗絢

2010年
- マジックミラー号 超ゴージャス!濃密美熟女逆ナンパ 池袋編（1月7日、ディープス）共演：北条麻妃、浅倉彩音、有沢実紗
- ★即尺ゴックン！！誰のザーメンでも飲むピンサロ嬢（1月22日、ラッシュ）
- 完熟女の花道4　3時間（4月9日　東京音光）共演：叶艶子、菅原朱実、秋津薫、山口美花、生田沙織、松浦ユキ、吉田真由美
- 私たち熟女のフェラチオ見てください 大人美人40人の極上テクニック（7月23日、なでしこ）他39名出演
- 尻肉にカキコされし義母（7月1日、タカラ映像）
- 人妻監禁陵辱 受刑者01（10月1日、MAD）
- 兄嫁 涼子（10月22日、なでしこ）
- 友人の妻はドスケベ家庭教師（11月1日、VENUS）
- キメセク 熟女にアルコールと媚薬をキメテセックス（11月19日、ドグマ）

2011年
- 熟女ブルセラ（6月17日、映天）
- 仰天セレブ妻（7月19日、ラビリンス）
- W巨尻妻スワッピング 豊満人妻達の尻肉躍る乱交饗宴（8月13日、溜池オフィス）
- カマ掘られ過ぎ美少年（9月19日、クロス）共演：稲葉ゆい
- 息子に犯されたパイパン奴隷母 〜欲望に濡れた無毛の調教遊戯〜（10月7日、マドンナ）
- ジュポニカ学習帳 vol.17（10月7日、映天）
- どろどろ近親相姦 知ってはいけなかった妹の小さな膣（10月7日、桃太郎映像出版）共演：ありさ、桐岡さつき
- 不貞行為に欲情する淫乱団地妻（10月14日、なでしこ）共演：妃乃ひかり、大塚咲
- イケナイ涼子先生のムッチムチ肉感授業 （11月1日、Fitch）
- それでも貴方に愛されたいから… 〜夫の性癖を満足させるために躾けられる豊満妻〜（12月1日、Fitch）
- ママさんブルマ（12月22日、ディープス）共演:沢村麻耶、細川まり、翔田千里、柊かえで、野原もも

2012年
- 淫らな腰振りノーパン巨尻痴女（1月1日、Fitch）
- お尻、すっごい！（5月30日、MARRION）
- 第1回ギャルソンAV企画グランプリノミネート作品 SEXバカ一代〜先祖代々、SEXに情熱を捧げ続ける一族がいた〜（7月5日、GARCON）
- 美熟痴女の温泉ツアー（7月25日、美）共演:風間ゆみ、北条麻妃、結城みさ、川上ゆう

2013年
- 僕のペットは爆乳介護士 〜敏感な乳房が咽び泣く居宅内調教〜（1月1日、Fitch）
- 人妻コンビニ店員の巨大腿肉挟み食い（1月1日、巨宝/妄想族）
- 翔田さんと春原さんの中出し淫語さんぽ（1月10日、SODクリエイト）共演:春原未来、翔田千里
- デビューから真性生中出し! 東欧ハーフ本物セレブの箱入り娘が美熟女・村上涼子と初レズ快楽アクメ&濃厚ハード交尾膣内5射精 セレブの友専属熟女優AVデビュー（1月13日、セレブの友）主演:水谷シェリー
- AVデビューからいきなりアナル解禁四十路妻 初体験アナル&レズセックス三穴を攻め尽くされた潮吹き絶頂交尾開かれた禁断の扉 美山さなえ（1月13日、セレブの友）共演:美山さなえ
- 素人応募の人妻たちを村上涼子さんにレズってもらいました。（2月1日、U&K）共演2名
- 熟女ブルセラ レズ倶楽部（2月13日、U&K）共演:鏡麗子、朝比奈れいこ、石黒樹里、滝沢すみれ、真琴紀香、遊佐このみ
- 金持ちマダムにレズ快楽を仕込まれた美人OL 多額の借金を抱えた父親にハメられ生中出しされ勝手に売られた哀しきレズペット真性レズビアン調教（2月13日、セレブの友）共演:北川エリカ、風間ゆみ
- 性処理当番（2月13日、溜池ゴロー）
- おっぱい天国（2月15日、映天）
- 熟女の愛液べっちょり指ずぼずぼオナニー（2月15日、映天）共演:有村まゆか、若菜亜衣、森川ななせ、折原ゆうな、宮間葵
- フェラ好き人妻の官能の口浮気 興奮した美人妻が乱れ咥える（2月15日、SEX Agent）共演:長澤あずさ、石倉えいみ、知世奏、岩佐あゆみ
- 好色ババア下宿（2月19日、ドグマ）
- 男根一本に群がる淫乱団地妻（2月25日、美）共演:小早川怜子、葉月奈穂、彩佳リリス
- 一夜限りの母子近親相姦（2月25日、NEXT GROUP）共演:波木薫、小野寺梓、高島ひろこ、藤沢けい
- 罠に堕ちた人妻15 万引き妻アナル蹂躙（3月1日、中嶋興業）
- 主演・初監督作 村上荘 世話好き美熟女アパート管理人が住人のエロの世話まで親身にサポート潮吹き絶頂生中出しセックス（3月13日、セレブの友）共演:星野あかり
- 完熟 〜淫らに乱れる下品な性行為（3月13日、E-BODY）
- 姑の卑猥過ぎる巨乳を狙う娘婿 高橋家編/村上家編（3月21日、グローリークエスト）共演:高橋美緒
- 人妻美尻ディルドオナニー（3月21日、タカラ映像）共演:水樹あやか、夏樹カオル、岩佐あゆみ、結城みさ
- 巨乳ママさんバレー部合宿 5（4月18日、グローリークエスト）他出演：葉月奈穂、吉野さくら、滝川じゅんこ、吾妻かおり、川奈ゆり
- たびじ 恩師の妻（4月25日、タカラ映像）
- 天然しぼりたて!! 村上涼子ベスト8時間2枚組（4月25日、セレブの友）※単体ベスト
- ヘンリー塚本 コレクション この世で一番いやらしいポルノドラマ（4月25日、FAプロ）他出演：早乙女らぶ、三咲恭子、夏海エリカ、北谷静香、北園梓、円城ひとみ
- エロい表情で悶え狂う人妻（4月25日、Yellow Moon）他出演：滝川恵理 (AV女優)、高瀬ひとみ
- 女性会員限定！爆乳肉感レズビアン ～卑猥なムッチリボディ調教～（5月1日、Fitch）共演：相内つかさ
- 熟女肉感キング 風船クラブ原作 勃起する母、濡れる息子 「ム・レ・マ・マ」＆「熟恋」の2作品を完全収録!!（5月7日、マドンナ）共演：当真ゆき、七瀬ゆい
- 村上涼子と濃厚ディープキスを交わしながら水城奈緒の喉奥ディープスロートを堪能しまくるエロ贅沢すぎる3Pセックス（5月13日、アロマ企画）共演：水城奈緒
- 緊縛女囚拷問刑務所 刑務所内緊縛SM調教絶対服従電流拷問！看守の前で愛する弟と近親相姦性交を強要される悲しき囚人愛奴（5月13日、セレブの友）共演：風間ゆみ（主演）
- 匂い立つ熟女のムレたノーパンパンスト（5月24日、EROTICA）
- 村上涼子潮吹きディルドオナニー 普通のAVではイケなくなってしまった貴方に甘い声で語りかけるオナニー専用オナニーDVD!（5月25日、セレブの友）
- 極エロ女神の淫語誘惑（6月13日、AVS collector’s）
- 緊縛SM調教された女社長 高飛車な女性経営者が泣いて従うイラマ奴隷大量潮吹き ～マゾ女体SM陵辱濃厚生中出し～（6月25日、セレブの友）
- 黒人マフィアのレイプ団に中出し輪姦された日本人美熟妻！海外移住した幸せな夫婦に突然降りかかった地獄の惨劇！黒人男達のデカマラの餌食となった妻（7月1日、熟女塾/エマニエル）
- 奴隷ソープに堕とされた人妻 12（7月7日、アタッカーズ）
- 丸ごと！村上涼子 完全攻略4枚組16時間 ～マドンナ全作品27タイトル収録～（7月7日、マドンナ）※単体ベスト
- 禁断の母子姦通 息子のチ○ポはママのもの 3（7月19日、クリスタル映像）他出演：進藤由紀乃、森田ひとみ、朝宮涼子
- 「あなた好みのお母さんに躾て下さい」 息子の肉玩具に志願した巨乳義母（7月25日、タカラ映像）
- ディープスロート淫口変態夫人（7月25日、AVS collector’s）
- PTA保護者会 懇談会でキレイな先生とお母さんたちがエロ顔さらして大乱交!!（8月2日、クリスタル映像）共演：稲川なつめ、内田美奈子、滝沢すみれ、九条雛子、加納綾子
- 快感おもらしマダムの日常 敏感オマ○コイキまくり大量潮吹きセックス絶頂生中出し!（8月13日、セレブの友）
- 友人の母 息子の友人に犯され、幾度もイカされてしまったんです…（8月13日、溜池ゴロー）
- 恨まれた艶女将（8月20日、STAR PARADISE）
- 男根一本に群がる爆乳美熟痴女ナース ―患者を即尺即挿入ハーレム病棟―（8月25日、痴女ヘブン）共演：風間ゆみ、小早川怜子、杏美月
- 恥辱の愛 生殺与奪の師弟関係（9月6日、オルガ）
- 巨乳な義母と嫁と近親相姦（9月12日、ルビー）他出演：須藤あゆみ、風間ゆみ、志村玲子、松浦ユキ、坂上友香、白河雪乃、浅田ちち、望月ゆみ
- ピアノ線ボンレス拘束レイプ（9月25日、ダスッ！）
- 露出依存症になった不倫妻（10月13日、MARX）
- 金髪美人マダムレズビアン 悶絶痙攣アクメ 第弍章!! 禁断の日米美熟女 肉欲ぐちょ濡れ貝合わせ（11月7日、スパルタン/妄想族）共演：リーヤ・ファルコン、コートニー・テイラー
- 美尻妻調教稽古 義父の愛縄に囚われて（11月25日、グローバルメディアエンタテインメント）
- 新任家畜女教師 私立肉食青獣学園（12月1日、シネマジック）
- 淫らな美熟女の卑猥な腋毛（12月1日、Fitch）
- 暴虐教室 恥辱ッ!! 緊縛服従女教師無残（12月1日、熟女JAPAN）
- 村上涼子 8時間（12月7日、デジタルアーク）※単体ベスト
- 童貞×三十路妻 筆おろし合コン（12月20日、クリスタル映像）共演：伊勢谷桂子、山口真理、染谷由紀
- Madonna10周年記念作品 マドンナ熟女祭 ～10年に1度の大祭を仕切るのは誰!? 愛液乱れ飛ぶ婦人会対抗の乱～（12月25日、マドンナ）共演：白木優子、愛田奈々、小森愛、三浦恵理子、結城みさ、翔田千里、北条麻妃、風間ゆみ、牧原れい子、友田真希

2014年
- 近親［無言］相姦 隣にお父さんがいるのよ…（1月1日、VENUS）
- 母子交尾［尾瀬口路］（1月9日、ルビー）
- 超本格官能人妻エロ絵巻 中坊時代の担任を、同窓会だと偽って、犯しまくった教え子達。（1月9日、タカラ映像）
- レズビアンポルノ わき毛 タチ 男より女が好きな女（1月13日、FAプロ）共演：美咲結衣、北谷静香
- 世界で一番気持ちのいい銭湯（1月24日、クリスタル映像）共演：朝宮涼子、須藤百合、宮田はるみ、江角美樹子
- 淫語で誘う寸止め焦らし痴女 ～僕を生殺しにして愉しむ叔母達～（2月1日、Fitch）共演：結城みさ
- セクシャルアーツ外伝 性技の使い手 パートタイム特殊諜報員の美人妻（2月13日、タカラ映像）
- 月刊 パンティストッキング通信 vol.3（2月13日、AVS collector’s）他出演：大槻ひびき、結城みさ、藤北彩香
- 緊縛女囚拷問刑務所4 引き裂かれた姉弟の絆。媚薬注入淫縛の刑虐執行近親相姦生中出し陵辱（2月13日、セレブの友）共演：結城みさ
- 最強AV女優軍団のチ●ポ責めに耐えたら10万円差し上げます（2月14日、ケイ・エム・プロデュース）他出演：椎名ゆな、友田彩也香
- 義理の姉、義理の妹（2月19日、VENUS）共演：高梨あゆみ
- 酒飲みハメマン美熟女セレブ合コン!! 業界裏話＆プライベート暴露大会! 即ハメSMガチレズお披露目 ご機嫌潮吹き乱交ファック!!（2月25日、セレブの友）共演：風間ゆみ、結城みさ、羽月希、すみれ
- 町内会の奥さん ～青年団の男たちを卑猥に導く性指南～（2月25日、マドンナ）
- 俺の叔母さん中出し! デカ尻で挑発的なエロ肉を食べ放題!（3月6日、ルビー）
- フェラチオ中毒女の性交（3月14日、ケイ・エム・プロデュース）他出演：峰岸ふじこ、希咲あや、桐谷あや
- 月刊熟女秘宝館 欲しくて堪らない底無しの発情期（3月20日、NEXT GROUP）他出演：加賀ゆり子、中山かすみ、田中ますみ、真鍋千枝美
- 小森愛レズ解禁!! 女性専用車両 人妻レズ痴漢（3月25日、マドンナ）共演：小森愛、北条麻妃
- 自慢の敏感オマ○コで射精管理する女 従順男の射精寸止め焦らし快楽騎乗位生中出しファック!（4月13日、セレブの友）共演：城野絵里香、朝桐光、森下麻子、風間ゆみ、すみれ、羽月希、結城みさ
- 村上涼子vs朝宮涼子 AV業界No.1争奪戦! 真の涼子を決める公開オナニー本気レズ潮吹き乱交セックスバトル!!（4月13日、セレブの友）共演：朝宮涼子
- 母子家庭 母の男遍歴（4月25日、サイドビー）
- 青空失禁!! おもらし母（5月1日、センタービレッジ）
- 嫁をマッサージ師に寝取られた（5月19日、VENUS）
- 淋しんぼ母さん 過剰な愛情欲情セックス（6月5日、センタービレッジ）
- ボディソープに媚薬を入れたら大変な事に!? 媚薬効果でドエロく豹変した三姉妹に犯され放題の僕。（6月11日、プレステージ）共演：瞳ゆら、音羽レオン
- 天然しぼりたて!! 村上涼子ベスト 2 8時間2枚組（6月13日、セレブの友）※単体ベスト
- 村上涼子でござひます 完全版（6月26日、タカラ映像）※単体ベスト
- 夫の留守中に… 私、アレが大好きな絶倫男に発情してしまいました 30代主婦（7月1日、FAプロ）他出演：水城奈緒
- 美熟 痴女ちんこ狩り（7月31日、センタービレッジ）
- 人妻女体拷問! 黒人に強姦された美熟妻たち!!（8月1日、熟女塾/エマニエル）他出演：浅井舞香
- 豊満海女 肉欲痴女のチ○ポ漁り（8月1日、Fitch）
- 村上涼子の世界 Part.2（8月25日、AVS collector’s）※単体ベスト
- 三十路女の衝動 新・不倫ポルノ（9月1日、FAプロ）他出演：朝倉ことみ
- 相互干渉系背徳相姦エロ艶劇 兄嫁奴隷 同居する家族に内緒で義弟に隷属する欲求不満の美人兄嫁（9月11日、タカラ映像）
- 相互干渉系背徳相姦エロ艶劇 狙われた妻 同居する家族に内緒で義兄に狙われる欲求不満の美人弟嫁（9月25日、タカラ映像）共演：音羽レオン（主演）
- 何でもいいなり淫乱奥様、縛り犯され背徳不倫奥様、真性変態奥様達の非日常的淫らな中出しSEX（9月25日、セレブの友）他出演：矢部寿恵、潮見百合子、桜木えみ香、西山あさひ、大沢りょうこ、二葉恵、妃乃ひかり、西澤百花、岸杏南、長瀬涼子
- 「セックスは激しいだけじゃダメなのよ」 ピストンしまくる息子に優しく教える母（10月1日、ABC/妄想族）
- 村上涼子コンプリート8時間（10月13日、MARX）※単体ベスト
- 淫語で誘う妄想マダム ～寸止め生殺し痴女の日常生活～ 3（10月24日、なでしこ）
- 女教師監禁レ×プ 自宅を占拠され生徒にイカされ続けた若妻の3日間（11月13日、溜池ゴロー）
- お下劣淫語ティーチャー（11月19日、ドグマ）
- W美魔女 Wアナル W中出し（11月19日、エムズビデオグループ）共演：翔田千里
- 完全撮り下ろし 巨乳母夜這い（12月1日、ABC/妄想族）他出演：北川エリカ、青山菜々、水野朝陽、橘優花、市来美保、篠田あゆみ
- 美人妻と隣の奥様の秘め事 美熟女レズビアン 4 少し暇を持て余すセレブな私は欲求不満な隠れレズビアン。チ○ポよりオマ○コから垂れる愛液の方がお好き!（12月5日、ジャネス）共演：澤村レイコ
- 中出し性活指導（12月12日、ケイ・エム・プロデュース）共演：風間ゆみ、川上ゆう、澤村レイコ
- 村上涼子の凄テクを我慢できれば生中出しSEX（12月13日、溜池ゴロー）
- 麗しのゴージャス過ぎるカリスマ美人社長はその魅力的過ぎる巨尻でオトコの顔面を踏み潰し圧迫と強制奉仕で従順な奴隷社員を育てる（12月20日、SOSORU）
- 月刊熟女秘宝館 枯れ蓮烈に乱るる古衾（12月20日、STAR PARADISE）他出演：川内董、村上涼子、矢吹涼華、峰岸洋子、中谷裕子
- 欲求不満の母と絶倫息子 抜かずの三発中出し（12月25日、センタービレッジ）
- 全裸でおそうじする巨乳家政婦11人4時間20分（12月26日、なでしこ）他出演：桃宮もも、星咲優菜、篠田ゆう、葉月奈穂、新山かえで、大堀香奈、羽月希、風間ゆみ、結城みさ
- 異常性欲 近親熟女レズ 3 私、なんでこんなにオマ●コ濡れているの!? チ●ポしか知らない私は姉のレズ行為に思わず発情し虜となってしまいました（12月26日、なでしこ）共演：澤村レイコ

2015年
- SCOOPスペシャル 突然AV女優にガン勃ちチ●ポのセンズリを見せつけたらどうなるのか!?大実験!（1月23日、ケイ・エム・プロデュース）他出演：川上ゆう、成海うるみ、風間ゆみ、有村千佳、愛須心亜、紺野ひかる、佳苗るか、みづなれい、澤村レイコ
- 噂では「あなたのチ●ポが欲しいの!!」と温泉旅館で男性客に声を掛ける美人妻は露出狂で超エロいらしい…。パンチラ、胸チラあたり前でオッパイ、オマ●コに目のやり場に困ってたらキ●タマ空っぽにされちゃいました!（1月23日、なでしこ）
- 淫らな豊満爆乳痴女に犯されたい（2月1日、Fitch）共演：八木あずさ
- 超ムチムチボディーの魅力的過ぎるW女社長は熟れた肉体と甘い囁きで社員を洗脳して社畜にする（2月19日、SOSORU）共演：加山なつこ
- 背徳義姉妹スワッピング 俺の妻とお前の妻どっちが変態か試さないか（2月26日、タカラ映像）共演：音羽レオン
- 近親相姦 美母のやりすぎ性教育 DX 240分（4月20日、STAR PARADISE）他出演：牧原れい子、結城みさ、美山蘭子、川口凛子
- 覗かれた母 家族の留守中に母が見せた淫らな痴態（4月23日、センタービレッジ）
- 美熟女豊満グラマラス 村上涼子BEST 8時間（5月1日、Fitch）※単体ベスト
- ハイレグ姿の綺麗なお姉さまがムレムレオマ○コを顔面に擦りつけてイヤラシクザーメンを搾り取る究極の悦楽顔面騎乗（5月21日、SOSORU）他出演：安城アンナ、加山なつこ、蓮実クレア、神波多一花、篠田あゆみ、大場ゆい、事原みゆ、風間ゆみ、秋吉ひな
- 一泊二日の温泉旅行で羞恥漬けにされる「いいなり」不倫妻。見知らぬ客たちの視線にオマ○コを疼かせてる彼女に辛抱たまらず中出ししちゃいました!（5月22日、なでしこ）他出演：広瀬奈々美、有村千佳、初美沙希、高梨あゆみ
- 涼子ママとのやらしい生活（6月7日、VENUS）
- 即ハメ!! 5 (巨尻熟女編) 台本ナシ! 編集ナシ! ガチンコ一本勝負!! ザーメン搾り取りノンストップ腰振りセックス洪水潮吹き9射精!!（6月13日、セレブの友）
- 魅力的過ぎるムチムチセクシー美熟女はフェロモンボディーで契約を量産する外資系セールスレディー（6月18日、SOSORU）
- 淫乱女と童貞 童貞訪問ゲリラFUCK（6月19日、乱丸）
- S級熟女コンプリートファイル 村上涼子4時間（6月21日、熟女画報社）※単体ベスト
- 普段は大人しい浮気妻がいいなり露出で俺の勃起チ●ポをジュボジュボ! 恥ずかしがる不貞妻にドピュドピュと大量ザーメンを発射! あぁーたまらん!!（6月26日、なでしこ）他出演：横山みれい、潮見百合子、広瀬奈々美、高梨あゆみ、初美沙希、有村千佳
- 巨尻美熟女校長のまったりしたパワハラとすっごいケツ圧の騎乗位（7月4日、ワープエンタテインメント）
- 男の夢… 普段は大人しい清楚妻を羞恥温泉に連れ出しました!

人前で俺のチ○ポを咥えさせたり、オナニーさせたりいいなり露出でヤリたい放題!（7月5日、Gossip）他出演：横山みれい、初美沙希
- 巨尻で感じる僕の義母 アナル舐めシックスナインで狂ったようによがりまくる巨尻義母（7月13日、セレブの友）
- 巷の噂で聞いた痴女が出没する温泉旅館に泊まってみた！突然露天風呂に現れオッパイ丸出しで僕のチ○ポを射精するまで離さないんです。（7月19日、設定思考）他出演：初美沙希、有村千佳、横山みれい、潮見百合子、高梨あゆみ
- 淫猥美熟女OL上司（7月23日、SOSORU）他出演：加山なつこ、甲斐ミハル
- 究極の美脚パンスト責め（7月23日、SOSORU）他出演：伊藤りな、上原果歩、加山なつこ、真奈瀬あき、希咲あや、風間ゆみ、千乃あずみ、甲斐ミハル、ひばり結羽、沢木えりか
- 巷で有名な温泉宿で発情した露出痴女と遭遇! 興奮してたら公然でチ●ポを挿入させてくれた!（7月24日、なでしこ）他出演：高梨あゆみ、有村千佳、横山みれい、潮見百合子、小早川怜子、広瀬奈々美
- 淫肉・淫爆乳レズビアンSEX 2人の熟したヴァギナは何度もイキ果てる快楽の果実（7月25日、セレブの友）共演：宮部涼花
- 縛られた人妻 ～麻縄に溺れるパートタイム～（8月7日、マドンナ）
- 羞恥露出が好きな人妻と不倫旅 人の気配に恥じらいながらも大量ザーメンを中出しされイキまくる女たちに超コーフン!!（8月19日、DX）他出演：横山みれい、初美沙希、有村千佳、高梨あゆみ、潮見百合子、広瀬奈々美
- 義父に寝取られてしまう嫁たち（8月25日、FAプロ）他出演：松本まりな、かすみりさ、柳田やよい、桜井ひとみ
- 熟女に密室でハメ撮りされて…（9月4日、アウダースジャパン）
- 村上涼子 発情4SEX 完全撮り下ろし!! 恍惚絶頂! 止まらないおもらし潮吹きエンドレス Vol.3（9月13日、セレブの友）
- 痴女よりエロい! 妄想女のやりたい放題!（9月25日、ながえスタイル）他出演：三浦恵理子、水澤まお、琥珀うた、川瀬さやか、真心実、艶堂しほり、松下ゆうか
- 犯されたい人妻たち 夫が帰ってくるまで…いつも平凡な毎日を送っている昼顔夫人は他の男たちにレイプされることで欲求不満を解消しているんです!!（9月25日、なでしこ）他出演：松嶋友里恵、神崎久美、北条麻妃、広瀬奈々美
- ご近所の奥様たちの性生活（9月25日、FAプロ）他出演：月丘雅、青山ゆい、秀吉小夜子
- ターゲットは欲求不満な人妻たち! 昼顔夫人を3Pで好き放題犯しまくり、顔射! 中出し!（9月30日、未来 フューチャー）他出演：松嶋友里恵、神崎久美、北条麻妃、広瀬奈々美
- 若い男に抱かれてみたくて疼いてしまう・・エッチな変態おばさんと思われないかとドキドキする・・私、、、40過ぎたおばさんだけど抱いてくれますか？（10月10日、ホットエンターテイメント）他出演：三浦恵理子、澤村レイコ、小早川怜子
- 禁断の姉妹レズビアン 「ああ、そこ感じる～レイコ！やめないで…」家族の一線を越えて舌を絡ませオマ●コを舐め合う近親な関係（10月15日、ジャネス）共演：澤村レイコ
- キスからはじまる母と息子の愛情、密着、濃厚セックス（10月19日、VENUS）
- 近所で評判な美人妻のイヤらしいカラダを無理ヤリ寝取る！「もう、ガマンできん！」フル勃起チ●ポを喉奥まで突っ込み高速ピストンで口内発射する俺 2（10月23日、なでしこ）他出演：松嶋友里恵、神崎久美、北条麻妃、広瀬奈々美
- 「私、これから犯されます…」昼顔夫人のレイプ願望！ 見知らぬ男たちのギンギンにそそり立った勃起チ●ポに感じまくる人妻（10月23日、なでしこ）
- ルビー熟女コレクション 性欲をそそる豊満尻＆ドスケベSEX！最高の美熟女 村上涼子 4時間（10月30日、ルビー）※単体ベスト
- 夫のいない間にNTR（寝取ら）れ何度もイカされた私。主人以外のチ○ポを咥えさせられ思わずオマ○コが疼いて大欲情しズボズボ中出し! 2（11月1日、設定思考）他出演：松嶋友里恵、神崎久美、北条麻妃、広瀬奈々美
- 昼顔妻を初めてのゲリラ露出に連れだす。「えっ、本当にここでするんですか？」オマ●コ丸出しで恥しそうに勃起チ●ポを咥える女たち（11月24日、ラハイナ東海）他出演：横山みれい、初美沙希、有村千佳、広瀬奈々美、潮見百合子、高梨あゆみ
- ママ友レズ不倫! 隣の美人妻に誘惑され思わずオマ●コが疼いちゃった私… 旦那に相手にされずセックスレスの私は完全にレズに目覚めてしまいました!（11月27日、なでしこ）共演：澤村レイコ
- 昼顔マダムは持て余した性欲で他人チ○ポを大胆誘惑 色んな場所で男を挑発する痴妻のチラリズム遊戯 2（12月15日、ジャネス）

2016年
- 政財界の裏女帝 艶乳巨尻女の数奇な運命（1月1日、シネマジック）
- 熟女拘束バイブレーション（1月25日、セレブの友）他出演：牧原れい子、奥村瞳、南澤ゆりえ
- こんな初体験がしたかった。ちまたに潜むフェラ好き巨乳痴女に誘惑された僕は…（1月30日、未来 フューチャー）他出演：松嶋友里恵、神崎久美、北条麻妃、広瀬奈々美
- 突然僕の目の前で、巨乳のお姉様がオナニー!? 直ぐに反応した僕のチ●ポを手コキしながらイキまくるんでたまりませーん!（2月15日、未来 フューチャー）他出演：松嶋友里恵、神崎久美、北条麻妃、広瀬奈々美
- 近所の奥さんとの昼下がり、夫に内緒でレズ行為する私 彼女のオマ○コはムズムズ発情中で恥ずかしがりながらもイキまくってた!（2月19日、設定思考）他出演：音無かおり、結城みさ、澤村レイコ、広瀬奈々美、翔田千里、寺崎泉、有奈めぐみ、山本美和子、小早川怜子
- 日頃欲求不満な人妻たちは、持て余した性欲でムッチリボディを見せつけ僕を誘惑するんです。 勃起チ○ポに抑えきれないオマ○コは、騎乗位で…（3月15日、未来 フューチャー）他出演：松嶋友里恵、神崎久美、北条麻妃、広瀬奈々美
- 極上BODYの美人妻に勃起見せつけ!! あまりにそりたったチ●コに嫌がりながらもマ●コからマン汁ダダ漏れ! 旦那がいるにも関わらず、ムリヤリ相互オナニー!! 最後に顔射までおみまいする変態男!!（3月22日、ラハイナ東海）他出演：松嶋友里恵、神崎久美、北条麻妃、広瀬奈々美
- 嫁と姑 誰にも言えない禁断な関係 4（3月25日、なでしこ）共演：蓮実クレア
- 縄酔い人妻 巨乳妻の淫欲（3月25日、AVS collector’s）
- 淫語で誘惑 エロ美BODY（4月13日、AVS collector’s）
- 人妻は夫に相手をしてもらえなくて欲求不満。夫以外の男に胸の谷間を見せ、さらに「さわってもいいのよ」オーラを分かりやすく出して誘惑手コキする!!（4月15日、未来 フューチャー）他出演：松嶋友里恵、神崎久美、北条麻妃、広瀬奈々美
- 近所の人妻が超タイプ! ダメ元でエッチさせてもらおうと思ったけど思いっきり断られた! やらせてくれない腹いせに手コキを強要してドピュドピュ精子ぶっかけちゃった!（5月17日、ラハイナ東海）他出演：松嶋友里恵、神崎久美、北条麻妃、広瀬奈々美
- 息子に揉まれた母（6月9日、タカラ映像）
- 「他人の妻を犯したい…」レイプされてるのにオマ●コ濡れ濡れ… 夫以外のチ●ポで感じてしまう欲求不満な人妻（6月15日、ジャネス）
- 旦那に構ってもらえない清楚な欲求不満妻は俺の臭いに発情してチ○ポの上に乗ってきた!（6月24日、なでしこ）
- ターゲットは大人ボディの美人妻。何気ない日常、「ヤメテ!」と必死に抵抗するも極太チ○ポからは大量のザーメンが発射される!! 4（6月24日、なでしこ）
- 日常に潜むレズ事情! いつも欲求不満な真性レズビアンな私が、娘のようなノンケな彼女に迫ったら、意外にも過敏に反応し、オマ○コを触ったら… クリトリスが5秒で勃起! 2（6月24日、なでしこ）共演：蓮実クレア
- 湯けむり義母浪漫（7月1日、スターボード）他出演：大橋ひとみ
- 六本木のクラブに現れた時代遅れのデカ尻デカ乳ボディコン熟女たちが一般カップルの彼氏を狙う! 愛する彼女を差し置いてムチムチボディの餌食なった彼氏が喜び勇んで愛液滴るおばさんマ○コで浮気SEX!（7月8日、V&R PRODUCE）共演：風間ゆみ、加山なつこ、今藤霧子
- 鬼フェラ逆痴漢する露出狂の痴妻たち! ノーパン、ノーブラ 浴衣一枚で誘惑され僕の精子は一滴残らず吸いとられました!!（7月15日、未来 フューチャー）他出演：広瀬奈々美、神崎久美、小早川怜子
- オマ○コ指オナニーを見せつける女たち！出会って5秒でドッキガク露出オナニーで挑発された! ビクビクとマン汁を垂らしながら痙攣イキッをくり返す!!（7月15日、未来 フューチャー）他出演：広瀬奈々美、神崎久美、澤村レイコ、小早川怜子
- オマ●コ見せつけ露出妻の誘惑手コキ! 人目も気にせず勃起チ●ポを離さない痴妻たちの凄テクにたまらずドピュー!!（7月26日、ラハイナ東海）他出演：広瀬奈々美、神崎久美、澤村レイコ、小早川怜子
- グラマラス好色妻 垂熟乳 村上涼子 BEST8時間 コンプリートBOX（8月7日、桃太郎映像出版）※単体ベスト
- デカ尻爆乳のセックスレス妻が集まるママさんバレー! 見学にやってきた新入部員の旦那を練習の合間に隠れて誘惑! 自ら腰を振り勝手にイキまくる! 2（8月12日、V&R PRODUCE）共演：吹石れな、二階堂ゆり、雨音わかな
- 子作りを諦めかけた義母が童貞の旦那の連れ子への性教育で筆下ろし生挿入! オナニーしか知らない敏感チ○ポは早漏過ぎて何度も暴発! 中出し快楽堕ち!（8月12日、V&R PRODUCE）他出演：風間ゆみ、内村りな、百合川さら
- 母の親友（8月13日、VENUS）
- こんな人妻に誘惑手コキされたい! 日頃清楚な人妻のナイスボディに暴発寸前! 開き直って勃起チ○ポをみせたら射精までしてくれた!!（8月23日、ラハイナ東海）他出演：松嶋友里恵、神崎久美、北条麻妃、広瀬奈々美
- オマ○コ露出オナニー中毒で激イキ! 注がれる視線も気にせず指オナを見せつける女たち!!（9月13日、ラハイナ東海）他出演：広瀬奈々美、神崎久美 澤村レイコ、小早川怜子
- あの時のおばさん（9月22日、タカラ映像）
- 驚きのシチュエーション! まさか温泉旅館で露出妻と遭遇！興奮のあまりおもわず勃起!! ビックリして逃げると思いきや僕のチ○ポにしゃぶりついてきた!（9月23日、なでしこ）他出演：広瀬奈々美、神崎久美、澤村レイコ
- 人妻姉妹の近親レズ行為 戸惑いながらも舐められ何度もイカされる 妹の敏感マ●コ！ 2（10月11日、ラハイナ東海）共演：澤村レイコ
- お義母様は真性レズビアン！夫に相手にされず少し暇を持て余す専業主婦（ノンケ）の私はいつも欲求不満！姑に触られるだけでもオマ○コが疼いて濡れてしまうんです 3（10月30日、ジャネス）共演：蓮実クレア
- 熟れた肉体をフル活用して男性客のスケベな要望に100％応えるホテル噂の熟女フロント係（11月3日、センタービレッジ）
- 温泉旅館で逆痴漢する痴妻 いきなりオマ○コを露出してきたいい女が僕を誘惑!? 勃起チ○ポはもちろん射精するまで離してもらえなかった!! 2（12月11日、ジャネス）
- 親友の母 息子の友人と交わる那須の秘湯（12月19日、ルビー）

2017年
- レズビアン解禁 3（1月13日、セレブの友）共演：笹倉杏
- 母子交尾 ～湯野上路～（1月19日、ルビー）
- S級熟女コンプリートファイル 村上涼子 6時間（2月1日、VENUS）※単体ベスト
- イチャLOVEデート10 世界で1番大切な村上涼子（2月13日、セレブの友）
- 義母の誘惑肉感チラリズム（2月24日、人妻花園劇場）
- 嫁の母親に中出ししてしまった（3月13日、VENUS）
- 原作・鬼龍凱 高慢令嬢姉妹、堕ちる（3月25日、アタッカーズ）共演：西野翔
- デカチンのせいでチ○コのポジションが定まらない僕は無意識にポジションを整える癖を義母さんに気づかれてしまい怒られるかと焦ったが『お父さんより立派ね』とヨダレをたらして欲情しはじめた。10（4月7日、VENUS）
- Wデカ尻サンドイッチプレス（5月19日、MARRION）共演：成海さやか
- オバ☆ギャル 村上涼子40歳 ドスケベ熟女に激ヌキビンビン丸! まさに下品の極み!（5月20日、レイディックス）
- パパとママには絶対内緒だよ! オトナの体になった僕のフル勃起チ●ポをおばさんのお●んこに強制挿入! 我慢できずに何度も中出し!（5月25日、ドリームステージ）他出演：松本まりな、小早川怜子
- はだかの主婦 品川区在住 村上涼子 (40)（6月1日、プラネットプラス）
- ネトラレーゼ 妻が再婚した連れ子と実の息子に寝盗られた話し。（7月27日、タカラ映像）
- 帰ってきた素人四畳半生中出し 豊満な猥褻物 村上涼子41歳（8月1日、素人onlyプラム）
- 未亡人義母（8月1日、プラネットプラス）
- 「もうこれで最後よ…」「えっ？母さん僕のチ●ポ嫌いなの？本当に忘れられるの？」自分で背徳関係解消宣言しながらも内心は息子チ●ポが愛おしくて仕方がない母とボクの何回イッても終わらないエンドレス種付け相姦!!（8月3日、センタービレッジ）
- 絶頂と同時にアナルがヒクつくびしょ濡れデカ尻ファック（8月19日、Fitch）
- お義母さん、にょ女房よりずっといいよ…（8月31日、タカラ映像）
- 熟尻博覧会 デカ尻な熟女達のスケベな祭典 4時間（9月1日、MARRION）共演：KAORI、小早川怜子、高城彩、潮見百合子 ※「AV OPEN 2017」人妻・熟女部門エントリー作品
- 鉄板熟女 美マダム乱交!! 性欲が最盛期(ピーク)に達した凄すぎる美魔女が男根を貪る!!（9月7日、桃太郎映像出版）他出演：志村玲子、翔田千里、友田真希、愛田るか 他
- 男達が群がるむっちり肉厚パイパン妻（10月1日、Fitch）
- 嫁が置手紙を残して突然の家出!『これからどうしたらいいんだぁ～』と落ち込んでいる僕を心配してやってきた義母が家に泊まることになったのだが… 風呂上りにほぼ裸で家をウロウロする姿に思わずドキドキ、いつしか嫁を忘れて襲いかかり中出ししてた!! 3（10月19日、VENUS）
- 村上涼子 BEST（10月25日、デジタルアーク）※単体ベスト
- 中出しのできる人妻回春性感エステ（11月19日、VENUS）

2018年
- S級熟女コンプリートファイル 村上涼子6時間 其之弐（1月7日、VENUS）※単体ベスト
- 熟女! 熟女! 熟女! 熟れてエロさに拍車がかかった7人の女たち（5月13日、ながえスタイル）他出演：五十嵐しのぶ、大田ゆりか、結城みさ、福元美砂恵、北条麻妃、小早川怜子
- 村上涼子 SENSUAL BEST 12作品8時間（8月2日、センタービレッジ）※単体ベスト
- 村上涼子23時間17分ベスト（8月25日、セレブの友）※単体ベスト
- 息子が見た 母の男性遍歴（9月14日、新世紀文藝社）
- 最近、女扱いされてなかった叔母さんはまだまだ子供と思っていた甥っ子でも発情されたらトキメキが止まらない（9月28日、GIGOLO）他出演：小森愛、椿夏海、杉城かおる、黒崎いずみ、北原夏美
- 緊縛近親相姦 田舎の義父と嫁（10月12日、なでしこ）他出演：小出遥、青木美空、伊織涼子、結城みさ、青木玲、翔田千里、川上ゆう
- 触れ合う唇と唇、重ね合う肌と肌、絡め合う愛液と愛液…年の差セックスに燃え上がる母と息子のふしだらな性交（10月12日、なでしこ）他出演：有沢実紗、柳田やよい、川上ゆう、松坂美紀、手塚みや
- 四十路熟女の他人棒セックス8人（10月26日、なでしこ）他出演：谷原希美、宮部涼花、大橋ひとみ、円城ひとみ、桐島美奈子、矢吹京子、藤谷真理

2019年
- ムチムチ婦人に誘われて…（3月20日、STAR PARADISE）他出演：瀬名泉、浅井舞香、白川ゆり、阿部ゆかり、向井理江、霧島冴子、宮前けい、真木静乃、川内董
- 実は超どストライクだった母と混浴で二人きり… 子供だからと油断して無防備に晒した裸体にギンギンに勃起した僕が犯した過ちの一部始終。（3月22日、なでしこ）他出演：風間ゆみ、KAORI、吹石れな、倉本雪音、今藤霧子
- 母性溢れる密着セックス!! 熟れ義母12人4時間（5月25日、ビッグモーカル）他出演：柳田やよい、甲斐ミハル、伊織涼子、三浦恵理子、艶堂しほり、草凪純、赤坂エレナ、本庄瞳、星野あかり、松本まりな、澤村レイコ
- 愛液ドロドロ奥さま 甘酸っぱい白濁液を垂れ流す下のおクチ…私が全部吸い取ってあげる…（6月7日、桃太郎映像出版）他出演：竹内順子、竹田千恵、桐島冴子、佐藤みき、澤村レイコ
- S級熟女 調教SEXコレクション 2（6月14日、ケイ・エム・プロデュース/REAL）他出演：本宮杏珠、柊さき、北島玲、菊池えり、ジャンタナー松山、逢沢はるか、二ノ宮慶子、児玉るみ
- 問答無用 自宅侵入8連鎖 生ハメ鬼突き! 強制射精! ママ友レイプ（6月14日、なでしこ）他出演：澤村レイコ、北条麻妃、翔田千里、折原ゆかり、五十嵐しのぶ、中島あいり、小早川怜子
- 母子相姦 すべては愛する息子の為に…（7月20日、STAR PARADISE）他出演:岡村由希、斉藤ふみえ、工藤留美子、響京香、村松響子、美山蘭子、内田美奈子、園田恵美
- オヤジチ●ポに感じてしまう敏感すぎる人妻10人（9月7日、桃太郎映像出版）他出演:小坂めぐる、雨宮琴音、茅ヶ崎ありす、吉美さあや、水城奈緒、藤ヶ谷優紀、日向めい、高梨あゆみ
- 「豊満爆乳熟女」（10月1日、熟女塾/エマニエル）他出演:加山なつこ、徳井唯、折原ゆかり、佐伯華枝、風祭あかり、白鳥寿美礼、三喜本のぞみ
- 村上涼子20時間55分ベスト 2（10月13日、セレブの友）※単体ベスト

### 映画
- 熟女の色香 豊潤な恥蜜（2013年5月17日公開、監督：池島ゆたか、オーピー映画）- 小田島めぐみ 役[1]

### ドラマ
- 夜まで過保護なお義母さん（2009年1月9日、J.V.D）共演:藤木未央